# Lucie Mannheim
Lucie Mannheim (30 de abril de 1899 - 28 de julio de 1976) fue una actriz y cantante alemana.

## Biografía
Nacida en Berlín, Alemania, Mannheim estudió drama en dicha ciudad, y rápidamente se convirtió en una figura de fama, actuando en diversas obras teatrales y musicales. Entre otros papeles interpretó a Nora en Casa de muñecas, de Henrik Ibsen, Marie en la obra de Georg Büchner Woyzeck, y Julieta en Romeo y Julieta, de Shakespeare. 
Además, en 1932 inició una carrera cinematográfica, actuando en varios filmes, tanto mudos como sonoros, entre ellos Atlantik (1929) – primera de las versiones sobre la historia del RMS Titanic. En 1931 el compositor Walter Goetze escribió una opereta, Die göttliche Jette, especialmente pensada para Mannheim.
Sin embargo, por su condición de judía fue obligada a dejar de actuar en 1933, tras cancelarse su contrato con el Teatro del Estado. Abandonó Alemania, dirigiéndose en primer lugar a Checoslovaquia, y después al Reino Unido. Allí trabajó en varias películas, destacando su papel de Annabella Smith en el título de Alfred Hitchcock de 1935 The 39 Steps.
Durante la Segunda Guerra Mundial actuó en diversos filmes, así como en propaganda retransmitida a Alemania – incluyendo su interpretación de una versión anti-Hitler de la canción Lili Marleen  in 1943. En esa época, concretamente en 1941, se casó con el actor británico Marius Goring.
Mannheim volvió a Alemania en 1948 y retomó su carrera teatral y cinematográfica. En 1955 entró a formar parte del reparto de la serie televisiva The Adventures of the Scarlet Pimpernel, en el papel de Condesa La Valliere. Su última actuación en un film de habla inglesa se dio en 1965 en El rapto de Bunny Lake, y la última interpretación de su carrera tuvo lugar en un telefilme en 1970. 
Lucie Mannheim falleció en Braunlage, Alemania, en 1976. 

## Filmografía seleccionada
- East Meets West (1936)
- The 39 steps (1935)